# Propaganda in Belarus
Propaganda in Belarus ist ein Mittel der repressiven Machtausübung durch die Regierung von Staatspräsident Aljaksandr Lukaschenka. Dabei werden insbesondere Staatsmedien wie Belarus 1, die zur Belaruskaja Tele-Radio Campanija gehören, aber auch Bildungsinstitutionen, genutzt.

## Situation der Medien und Ziele der Staatspropaganda
Trotz der Festschreibung der Meinungsfreiheit in der 1996er Verfassung von Belarus in Artikel 33 wird diese durch die Regierung Lukaschenka durch andere Gesetzgebung und Repressionen beschnitten. Die Regierung unterstützt staatseigene Medien wie etwa Belarus 1, die seit langem für Propaganda genutzt werden, und übt aufgrund deren weiten Verbreitung die direkte Kontrolle auf die Medienlandschaft und damit auch die Verbreitung von Informationen aus. Damit sind die Menschen in Belarus anfällig für Staatspropaganda, da sie kaum Zugang zu alternativen und unabhängigen Medien haben. Ziel der Propaganda ist insbesondere der eigene Machterhalt, die Verbreitung von Ideologien und die Popularisierung von Präsident Lukaschenka. Insbesondere soll das Gefühl erzeugt werden, Staat, Regierung und Lukaschenka seien eins. Die Fokussierung auf die Person Lukaschenka ist dabei stärker als früher im kommunistischen Regime.
Die Art und Weise des Propagandasystems geht auf Sowjetzeiten zurück. Lukaschenka wird als unersetzbarer Vater der Nation und als Garant für Stabilität inszeniert. Sport spielt in der Berichterstattung als Quell für Patriotismus eine bedeutsame Rolle.
Eine bedeutsame Indoktrination erfolgt weiterhin an Schulen, Colleges und Universitäten; Lernende erhalten einseitige Darstellungen der Geschichte und der gegenwärtigen politischen Situation. Aus Angst Lukaschenkos, dass Professoren aufrührerische Ideen über Pluralismus, Demokratie und Liberalismus verbreiten, wurde 2003 in Hochschulen ein prorussischer und prosowjetischer Pflichtkurs „Grundlagen der Ideologie des belarussischen Staates“ eingeführt. In der Propaganda werden besonders westliche Mächte, wie die USA, die NATO, aber auch Polen und die gesamte Europäische Union, als feindliche Mächte gesehen. Um im Staatsapparat arbeiten zu können, müssen ideologische Tests absolviert werden.

## Gezielte Falschdarstellungen
Während der COVID-19-Pandemie in Belarus wurde die Gefahrenlage durch Lukaschenka kleingeredet und verharmlost, eine Berichterstattung über die Pandemie zunächst nicht zugelassen.
Vor dem Hintergrund der Massenproteste ab 2020 begannen die staatlichen Medien nicht nur in Kommentaren, sondern auch im Nachrichtenbereich aktiv Hoaxes einzufügen, auf umgangssprachliches Vokabular zurückzugreifen und Labels zu verwenden. Die mit der propagandistischen Berichterstattung beschäftigten Mitarbeiter wirkten laut dem Journalisten Pauljuk Bykowski regelrecht berauscht von ihrer Tätigkeit. Die EU East StratCom Task Force nannte als Beispiel Rygor Asaronaks Sendungen vom CTV, in der Desinformation von Hassrede begleitet wird.
Die Massenproteste 2020 werden in der belarussischen Propaganda als vom Westen gesteuerte Aktionen dargestellt. Lukaschenka selbst behauptete im August 2020, der Westen habe das Ziel, die Hrodsenskaja Woblasz zu annektieren, und dass in der Region schon polnische Flaggen wehten. So wird mithilfe von Desinformation versucht, die Protestbewegung zu schwächen, und auch die Polizeigewalt gegen die Demonstrierenden oder die Festnahmen von Oppositionellen, etwa den Mitgliedern des Koordinierungsrats, werden verfälscht dargestellt.
Kurz nach der Festnahme am 15. September 2020 von Szjapan Latypau, der als politischer Gefangener am 1. Juni 2021 einen Selbstmordversuch unternahm, berichtete Belarus 1 unter Bezugnahme auf das Innenministerium, dass Latypau Gift gegen die Sicherheitskräfte eingesetzt hätte. Diese Feststellung fehlte jedoch in der Schlussmitteilung des Untersuchungsausschusses.
Ende September 2020 strahlte „Belarus 1“ ein Geständnis einer Gruppe von Personen aus, die angeblich von den Koordinatoren für die Teilnahme an den Protesten bezahlt wurden. Nach Angaben eines der Opfer filmte Mikalaj Karpjankou am 29. September für die Abteilung für innere Angelegenheiten des Bezirks Perschamaiski von Minsk, Personen von der Gruppe, die von der Hauptabteilung für die Bekämpfung der organisierten Kriminalität und Korruption im Innenministerium inhaftiert und durch Schläge und Drohungen zu dieser Falschaussage gezwungen worden waren.
Am 3. Juni 2021 veröffentlichte das Staatsfernsehen ONT ein Propagandavideo eines Gesprächs mit Raman Pratassewitsch und Sender-Chef Marat Markau, in dem Pratassewitsch Präsident Lukaschenka lobt und zugibt, zu Protesten aufgerufen zu haben. Sein Vater und internationale Beobachter waren der Auffassung, dass Pratassewitsch vor dem Interview gefoltert worden war.

## Unterstützung der belarussischen Propaganda durch Russland
Zu Beginn der Massenproteste 2020 gegen die Scheinwahl wollten zahlreiche Journalisten die offiziellen Verlautbarungen über den Sieg Lukaschenkas sowie die Berichterstattung über die Einsätze gegen die Demonstrierenden nicht mittragen. Daraufhin wurden sie durch Kollegen aus Russland, insbesondere vom russischen Propagandasender RT ersetzt. Von da an wurde insgesamt die Desinformation sowie Hassreden in den russischen und belarussischen Staatssendern dauerhaft verstärkt. Staatsmedien berichteten daraufhin beispielsweise, die Opposition drohe damit, dass der Schulunterricht bald nur noch auf Belarussisch stattfinden dürfe, obwohl die Menschen in Belarus dies, da die meisten zweisprachig seien, nicht als Bedrohung verstünden, so Xenia Luzkina, eine frühere Korrespondentin des Staatssenders Belaruskaja Tele-Radio Campanija. Die in den Medien gezeigte Manipulation trägt, etwa nach Einschätzung der Journalistin Kerstin Holm, die Handschrift russischer Experten. So zeigte der Staatssender Belarus 1 Bilder eines Auftritts der Oppositionsführerin Maryja Kalesnikawa, unterlegt durch einen Sprechchor, der „Hau ab!“ (Uchodi!) rief. Diese Rufe der Protestbewegung richteten sich allerdings gegen Lukaschenka. Ebenfalls bei Belarus 1 wurde ein Bericht über eine Familie gesendet, die während der Proteste gegen Lukaschenka in Grodno im Auto unterwegs war und von OMON-Spezialtruppen attackiert wurde. Das Kind der Familie wurde dabei schwer verletzt. Im Fernsehbericht hieß es allerdings, die Familie sei zufällig in einen Unfall geraten.
Die mediale belarussische Staatspropaganda wird durch RT unterstützt. RT zeigte die Videoerklärung eines OMON-Polizisten, der behauptete, ein von den OMON-Einsatzkräften bis zur Bewusstlosigkeit geprügelter junger Mann sei angeblich betrunken gewesen und habe unter Drogen gestanden; dem widersprach das unabhängige Portal TUT.BY, das einen Arztbefund mit gegenteiligen Angaben veröffentlichte.
Lukaschenka bedankte sich bei RT ausdrücklich für die Hilfe bei der Berichterstattung während der Proteste nach der Präsidentenwahl.
Nach der ersten Protestwelle 2020 koordinierten belarussische staatliche Fernsehsender, mit Hilfe von Medienexperten aus Russland, nicht nur ihre Desinformationsnarrative mit den kremlfreundlichen Medien, sondern begannen unter anderem ausländische Diplomaten mit derselben Taktik zu schikanieren.

## Folgen
Seit 2006 wurden die Chefs und führenden Propagandisten staatlicher Medien (Belaruskaja Tele-Radio Campanija, ONT, CTV, Sowjetskaja Belorussija, BelTA) mehrfach in die EU-Liste der Personen und Organisationen, die im Zusammenhang mit Menschenrechtsverletzungen in Belarus sanktioniert werden aufgenommen, in die Liste von Specially Designated Nationals and Blocked Persons der USA, die Sanktionslisten des Vereinigten Königreichs, der Schweiz gesetzt.
Infolge der vom Staat betriebenen Propaganda entschlossen sich im Sommer/Herbst 2020 zahlreiche Journalisten, ihren Dienst in belarussischen Staatsmedien zu quittieren. Etwa ein Viertel der Mitarbeiter des ONT (mindestens 80 von 300) z. B. verließ den Sender trotz dessen, dass die TV-Kanalverwaltung ihnen dafür mit Strafverfahren und erzwungenem Verschwindenlassen drohte. Im August verließ der Großteil des Personals das Radio „Staliza“. Der Exodus setzte sich 2021 fort: Im Januar gab es mehr als 100 freie Stellen bei Belaruskaja Tele-Radio Campanija und im Juni wurden 160 Stellen von Belaruskaja Tele-Radio Campanija ausgeschrieben, während der Verlag „Belarus Sjonnja“ (die Zeitung „Sowjetskaja Belorussija“ usw.) 20 neue Mitarbeiter suchte.
Am 22. Dezember 2020 löschte Instagram den Account des TV-Kanals ONT aufgrund zahlreicher Beschwerden von Nutzern über aggressive Propaganda, ungenaue Informationen und feindliche Inhalte.
Am 10. Juni 2021 verbot die Ukraine die Weiterverbreitung des Fernsehsenders Belarus 24, der zu nationalem Hass aufstachelte und Desinformation verbreitete.
Am 30. Juni 2021 wurde Belaruskaja Tele-Radio Campanija von der Europäischen Rundfunkunion ausgeschlossen.